# 土佐日记
《土佐日记》是日本的一部日记文学著作，全書一卷，為纪贯之所著，承平五年（935年）成书。

## 作者
纪贯之的生卒年有诸说，870年至946年前后在世。古代日本屈指可数的大歌人，中古三十六歌仙之一。《古今和歌集》的撰者之一，历代敕撰集入选和歌总数达四百七十五首，同时也是三代集中入集最多的歌人。此外还著有《土佐日记》以及《古今和歌集》的《假名序》等作品，在多个领域都为日本古典文学做出了杰出的贡献。

## 内容概要
这是日本文学史上可考的第一部日记文学作品。它有很多纪行散文的要素，又用平假名书写。它的出现极大推动了之后女流文学的发展。『蜻蛉日記』、『和泉式部日記』、『紫式部日記』、『更級日記』等作品很可能是受到它的影响而产生的。
文章以女性的口吻记述了作者纪贯之在结束了土佐守（地方官）的任期之后，于承平四年（934年）十二月二十一日从土佐（今高知縣）的寓所出发，翌年二月十六日到达京都故居的前后五十五天的旅行情况和感触。
然而土佐日记的具体写作过程还没有明朗。根据纪贯之在归京途中的汉文日记，再与土佐日记书写时期的文风相对照，人们发现土佐日记有虚构的成分，并不是完全按照当时实际情况书写的文学作品。
具体内容包括出发之前当地的送别种种，旅途中人们的言行和周围的景色，对于海上风浪和海盗的恐惧，以及归京之后的喜悦之情等等。
主题具有两大鲜明的特色，第一是随处可见的文人幽默（日语为「洒落」），其次是多次追忆亡女的记述。此外，全篇所录的五十七首和歌以及相关的评论也被学术界视为研究纪贯之和歌及其创作思想重要的文献资料。其中全文末尾，归京之后在故园中目睹当年所植的松树尤在，而亡女却已无处寻觅时触物伤情的作品颇为感人：（尽管它还活着，但她已经无法回来了。我看到我们家的这棵小松树，满眼悲伤）。

## 旅程
日期為舊曆
| 日期            | 到達地（通過地）     | 現今地名                   |
| --------------- | -------------------- | -------------------------- |
| 12月21日        | （出發）             | 高知縣南國市比江周邊       |
| 12月21日 - 26日 |                      | 高知縣高知市大津           |
| 12月27日        |                      | 高知縣高知市浦戶           |
| 12月29日        |                      | 高知縣南國市前濱           |
| 1月9日          |                      | 高知縣香南市岸本周邊       |
| 1月10日         |                      | 高知縣安藝郡奈半利町       |
| 1月11日         |                      | 高知縣室戶市羽根町         |
| 1月12日         |                      | 高知縣室戶市室津           |
| 1月29日         |                      | 德島縣鳴門市鳴門町土佐泊浦 |
| 1月30日         |                      | 鳴門海峽                   |
| 1月30日         | 兵庫縣南淡路市沼島   |                            |
| 1月30日         | （大阪府南西部）     |                            |
| 2月1日          |                      | 大阪府泉南郡岬町淡輪       |
| 2月1日          | 大阪府阪南市箱作     |                            |
| 2月5日          |                      | 大阪府堺市浜寺             |
| 2月5日          | 大阪府大阪市住吉區   |                            |
| 2月6日          |                      | 大阪府大阪市               |
| 2月8日          |                      | 大阪府攝津市鳥飼           |
| 2月9日          |                      | 大阪府枚方市渚元町         |
| 2月9日          | 大阪府高槻市鵜殿     |                            |
| 2月11日         |                      | 石清水八幡宮               |
| 2月11日         | 京都府乙訓郡大山崎町 |                            |
| 2月16日         |                      | 京都府向日市上植野町御塔道 |
| 2月16日         | （抵達）             | 京都府京都市               |

## 意义
《土佐日记》是日本假名文学的先驱作品，全文仅用真名（汉字）六十二字，大大开拓了日本假名文学的表现空间，并为之后高度繁荣的假名日记文学奠定了基础。《土佐日记》之前的日记作品，大抵都是记录宫中行事等公家性质的汉文日记，缺乏个人的感情色彩，文学性也很低。而纪贯之借用女性口吻而完成的这部作品，突破了之前的日记作品在内容上和抒情上的局限性，成功地将私人化和内省性的内容导入到作品当中，被认为是通常意义上的日本日记文学——具有自我观照倾向和的高度自由的文艺作品——的鼻祖，历来在学术界都受到高度的重视，是日本古典文学的代表作品之一。

## 关于作品的假名用法
日本国语学者小松英雄认为这部日记并非假托女性而作，而是认为，土佐日记的开头一章“不用汉字，试着用假名文字写作吧”表明了纪贯之活用了平假名的文学表现方法。但是这个说法没有被广泛认可。
也有观点认为：作品书写了爱女去世的悲伤，“男人写日记的话，一般会使用汉文。但是用汉文的话，无法表达无声痛哭，泪如血涌那样的悲伤。自己的悲伤、细腻的心思也无法全数表达。这样的话就能明白为什么纪贯之会用假名来创作了。”
日本小说家、评论家桥本治则认为，纪贯之歌人的身份也影响了他的文学创作。尽管当时男性用汉文记载每天的公务作为日记，但是在创作和歌的时候，不论男女，一概使用假名。因此，作为和歌专家的纪贯之使用假名创作也就不奇怪了。

## 接受和研究
土佐日记成书二、三十年后，它的内容为人关注。因此在『後撰和歌集』中，将书中语句相异的两首和歌放在纪贯之的名下收录。这固然和『後撰和歌集』的作者之一紀時文有关——他是纪贯之的儿子。而在和纪贯之私交甚笃的恵慶法師的『恵慶集』中，也记载了土佐日记中所描绘的风物。
而土佐日记的研究最早可以追溯到文暦2年时藤原定家对其版本的鉴定。藤原定家在自己编辑版本的卷末说明：纪贯之的手稿是卷书的形态，以及手稿的尺寸、张数和纸质。三条西実隆则尝试在比对各种版本之后，梳理了土佐日记版本的顺序，为其标上句读。
元和・寛永年间，对土佐日记的注释性研究达到高潮。岸本由豆流的『土佐日記聞書』是这潮流的开端。加藤磐斎的『土佐日記見聞抄』成书时间不明。而在万治4年（1661年）期间，亦有人見卜幽的『土佐日記附注』、北村季吟的『土佐日記抄』等书问世。
本居宣长在『土佐日記抄』中发现了『土佐日記附注』的影响，但岸本由豆流认为，这无法说明两部书引用的古代书籍不同。寛永4年（1627年）5月刊行的『土佐日記首書』，其内容和『土佐日記抄』别无二致。加藤宇万伎兼取了契沖和賀茂真淵的说法写作了『土佐日記註』。此外，上田秋成发展了賀茂真淵的观点。賀茂真淵的观点又是以楫取魚彦为基础而来，表现在『土佐日記打聞』和『土佐日記聞書』中。
岸本由豆流之后写了『土佐日記考証』。他选择了诸多版本，尝试进行严密的考证，新发现了富士谷御杖所著的『土佐日記灯』。香川景樹也在『土佐日記創見』中进行了考证。这三本著作在土佐日记的研究史中非常重要。它们的研究不仅进行了文本细读和版本研究，取得了很高的成就，而且也推进了对土佐日记文体和动机的研究。
到了明治年间，前田家蔵的定家本和三条西家本为世人所知，橘純一和山田孝雄等人推进了对土佐日记文本的分析。為家筆本虽然在当时没有被发现，但忠实根据為家本写作的青谿書屋本还在。以此为基础，池田亀鑑写了『古典の批判的処置に関する研究』（1941年），完成了对土佐日记的文本分析。池田在诸多版本的研究之上，从120种以上的版本群中，为重构了纪贯之最初的手稿而选取了有据可考的版本。
1984年為家筆本发现后，确认了青谿書屋本中的错误写法。 